# Nieuwe Republiek

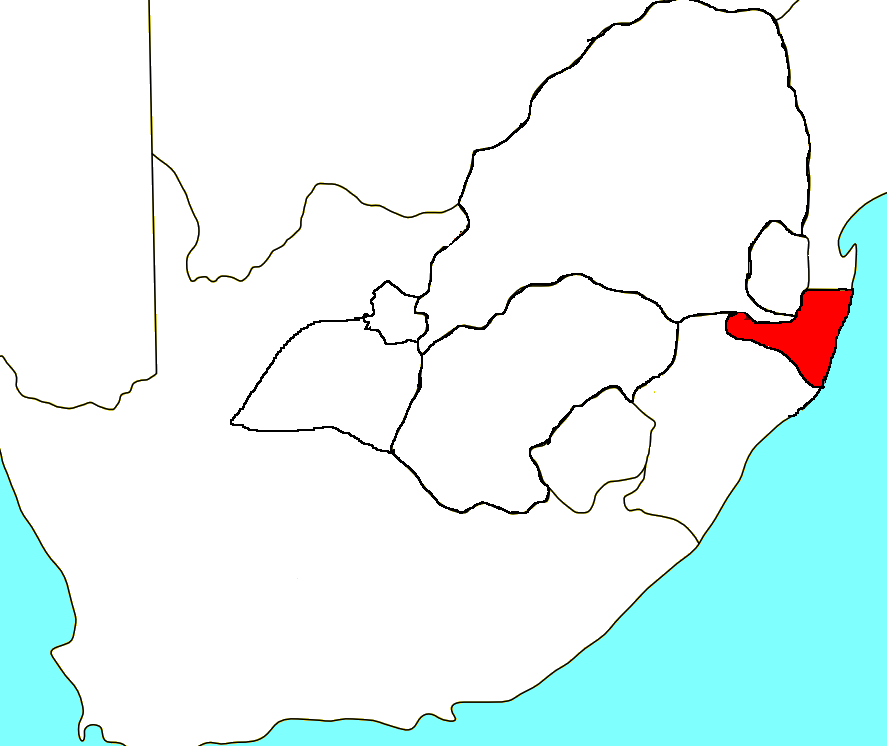
La Nieuwe Republiek de Vryheid

Drapeau de la Nieuwe Republiek de Vryheid

Nieuwe Republiek (« Nouvelle république » en Afrikaans) fut le nom d'une petite et éphémère république boer du XIXe siècle situé dans l'actuelle Afrique du Sud. Elle se situait au nord-est du pays autour de la ville de Vryheid qui en était la capitale. 

## Historique
Elle fut fondée par les commandos boers qui avaient aidé Dinuzulu à conserver le trône zoulou et à triompher du clan des Mandlakazi en échange de terres sur les rives de la rivière Mfolozi. 
La république boer fut auto-proclamée le 5 août 1884 et la ville de Vryheid fondée le 23 septembre 1884. Les Zoulous furent expulsés de leurs terres. Les britanniques ne reconnurent le nouvel État que le 22 octobre 1886.
Le royaume zoulou au Nord de la rivière Tugela fut annexé par les Britanniques un an plus tard en 1887, ce qui fragilisa un peu plus la sécurité de la Nieuwe Republiek, présidé par Lucas Meijer.
À sa demande, la  Nieuwe Republiek fut incorporée le 20 juillet 1888 dans la république sud-africaine du Transvaal tout en jouissant d'une autonomie considérable. 
La deuxième Guerre des Boers entraina l'ancienne république dans le conflit, les Britanniques n'hésitant pas à pousser les Zoulous à se révolter contre les Boers[réf. nécessaire]. Malgré la victoire de ces derniers à Schurweberg, près de Vrijheid, l'ancienne Nieuwe Republiek fut incorporée à la province du Natal après la guerre. 
La ville de Vryheid comptait alors 2 287 habitants dont 1 344 blancs.

## Sources
- Cet article est partiellement ou en totalité issu de l'article intitulé « Vryheid » (voir la liste des auteurs).